# Ptomaína
Ptomaína ou ptomatina pode se referir a vários compostos químicos relacionados com o amoníaco. Formam-se como produtos residuais da ação de bactérias que causam a decomposição de matéria orgânica vegetal ou animal. Têm certa semelhança com os alcalóides encontrados em vegetais e animais venenosos.